# Elena Barulina
Elena Ivanovna Barulina (en russe : Елена Ивановна Барулина ; née en 1895 et morte le 9 juillet 1957) était une botaniste et généticienne soviétique et russe qui a mené des recherches pionnières sur les lentilles et leurs parents sauvages. En 1930, elle a publié la première carte de leur distribution internationale, dans une monographie de 317 pages qui est devenue la référence standard pour les chercheurs. L'abréviation d'auteur standard Barulina est utilisée pour indiquer cette personne comme l'auteur lors de la citation d'un nom botanique.

## Jeunesse
Barulina est née en 1895 à Saratov, un port important sur la Volga. Son père était directeur du port. Après avoir obtenu son diplôme de lycée en 1913 (avec une médaille d'argent), elle entra à la Faculté d'agronomie de l'université d'État de Saratov.

## Carrière

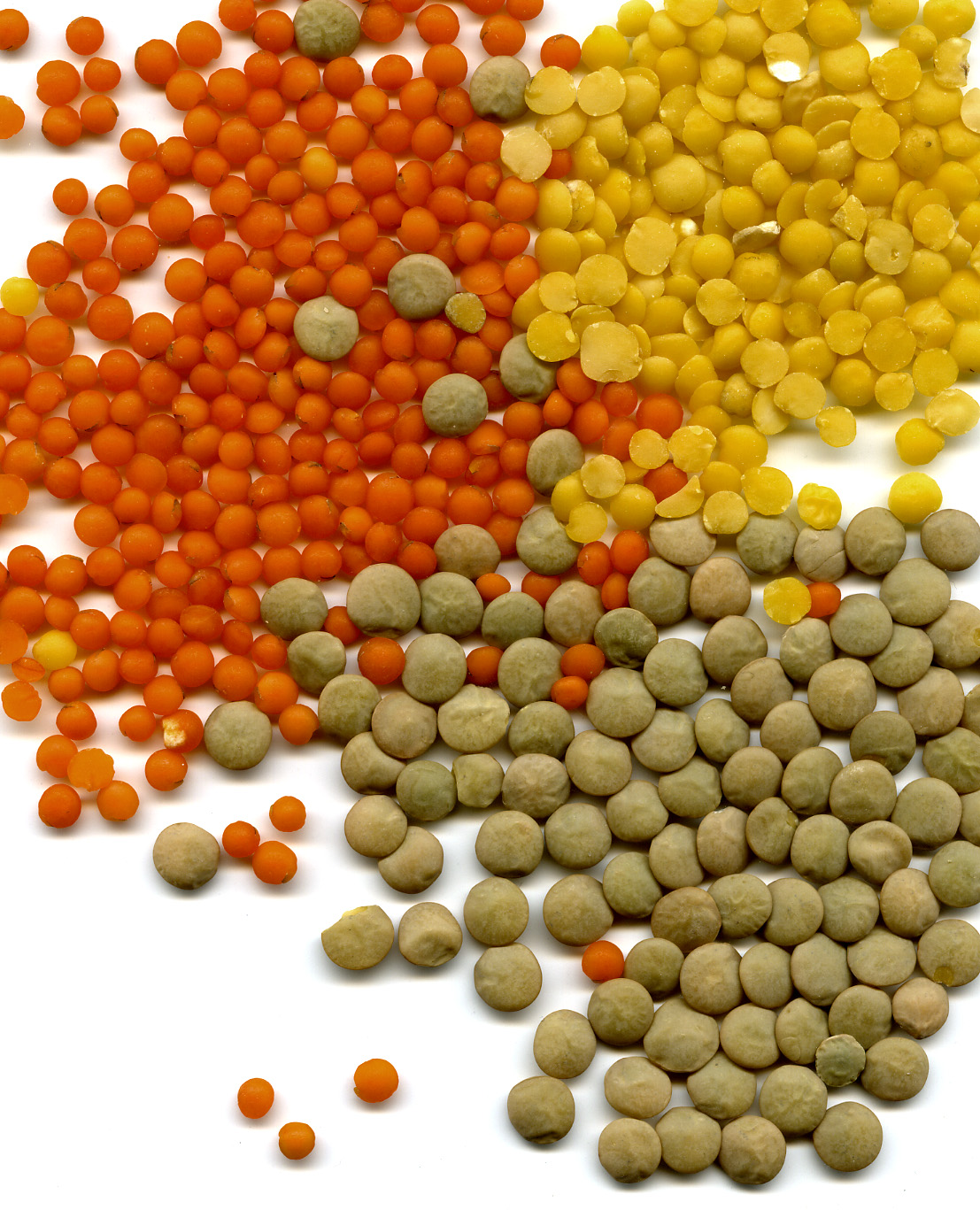
Graines de Lens culinaris, la lentille cultivée. Barulina les a étudiées avec leurs parents sauvages et leurs ancêtres.

L'un de ses professeurs, le botaniste et géographe russe Nikolaï Vavilov, la recommanda pour des études supérieures et l'invita plus tard à l'accompagner à Saint-Pétersbourg où il deviendrait directeur du Bureau de botanique appliquée (aujourd'hui l'Institut Vavilov). Une fois sur place, elle devint directrice adjointe de la station expérimentale de semences de l'institut et (en 1926) épouse de Vavilov,.
Barulina est devenue l'experte du centre en matière de lentilles, les classant finalement en six groupes. En se basant sur les espèces sauvages trouvées en association avec les premiers cultivars, elle a postulé que les lentilles cultivées modernes (Lens culinaris) provenaient d'une espèce sauvage Lens orientalis (maintenant généralement classée comme L. culinaris subsp. orientalis.).
En 1930, Barulina a publié une monographie de 319 pages sur ses recherches sur les lentilles d'URSS et d'autres pays en tant que supplément au Bulletin de botanique appliquée. Son travail de 1930 est devenu la référence standard pour les chercheurs étudiant les lentilles,. Il a été le premier à cartographier la distribution internationale de différentes espèces de lentilles.
Barulina a résumé plus tard (1937) ses recherches sur les lentilles dans le volume IV de la Flore des Plantes cultivées.
En plus de ses travaux universitaires sur les lentilles, Barulina a dirigé d'importantes expéditions de collecte de plantes en Crimée en 1923 et en Géorgie en 1933. Elle a également participé à d'autres recherches à l'institut. En tant que l'une des principales généticiennes de l'institut, les recherches de Barulina se sont étendues au-delà du travail sur les lentilles. L'abréviation d'auteur standard Barulina est utilisée pour indiquer qu'elle est l'auteur lors de la citation des noms botaniques.

## Dernières années
La croyance de Staline dans les théories agronomiques de Trofim Lyssenko a conduit à l'arrestation et à l'emprisonnement de Vavilov en 1941. Lyssenko a pris la direction de l'institut. Barulina et son fils avec Vavilov (Yuri, né en 1928) sont retournés à Saratov où ils ont passé le reste de la Seconde Guerre mondiale dans une grande pauvreté. Ne sachant pas que son mari avait également été transféré dans une prison de Saratov, Barulina a envoyé des colis de nourriture pour lui à Moscou, qui ne lui sont jamais parvenus.
Vavilov est décédé en 1943 mais a été réhabilité (en) en 1955. Barulina a alors pu commencer à travailler à l'édition de ses articles en vue de leur publication, mais elle est décédée le 9 juillet 1957.
Selon sa biographe Margarita Vishnyakova, qui écrivait en 2007, Barulina était « une scientifique célèbre, une experte des ressources génétiques des plantes cultivées. Ses travaux n'ont pas perdu de leur pertinence à ce jour et sont largement cités dans la littérature scientifique mondiale ».